# Шароян, Амалия
Амалия Шароян (арм. Ամալյա Շառոյան; род. 19 июня 1988, Ереван) — армянская легкоатлетка, специалистка по барьерному бегу, спринту и прыжкам в длину. Выступала за сборную Армении по лёгкой атлетике в 2010-х годах, победительница и призёрка первенств национального значения, действующая рекордсменка страны в нескольких легкоатлетических дисциплинах, участница летних Олимпийских игр в Рио-де-Жанейро.

## Биография
Амалия Шароян родилась 19 июня 1988 года в Ереване, Армянская ССР. Впоследствии постоянно проживала в Санкт-Петербурге.
Заниматься лёгкой атлетикой начала в возрасте трёх лет, со временем добилась звания мастера спорта в семи разных дисциплинах.
Впервые заявила о себе на взрослом международном уровне в сезоне 2010 года, когда вошла в основной состав армянской национальной сборной и выступила в беге на 400 метров с барьерами на чемпионате Европы в Барселоне.
В 2011 году стартовала на чемпионате Европы в помещении в Париже и на чемпионате мира в Тэгу.
В 2012 году участвовала в чемпионате мира в помещении в Стамбуле и в чемпионате Европы в Хельсинки.
В 2013 году выступила на чемпионате Европы в помещении в Гётеборге и на чемпионате мира в Москве — во втором случае установила национальный рекорд Армении в беге на 400 метров с барьерами (57,97). Также в этом сезоне отметилась выступлением на Играх франкофонов в Ницце.
В 2014 году бежала 400 метров на чемпионате Европы в Цюрихе.
В 2015 году стартовала в беге на 400 метров на чемпионате Европы в помещении в Праге, где установила ныне действующий национальный рекорд Армении (54,24), и на чемпионате мира в Пекине. Помимо этого, на соревнованиях в Сочи стала рекордсменкой страны на 400-метровой дистанции на открытом стадионе (53,48).
В 2016 году выступила в беге на 400 метров на чемпионате мира в Портленде, а позже на турнире в Эльбасане установила национальный рекорд Армении в прыжках в длину — 6,72 метра. Выполнив олимпийский квалификационный норматив, удостоилась права защищать честь страны на летних Олимпийских играх в Рио-де-Жанейро — в программе прыжков в длину показала на предварительном квалификационном этапе результат 5,95 метра и в финал не вышла.
После Олимпиады в Рио Шароян ещё в течение некоторого времени оставалась действующей спортсменкой и продолжала принимать участие в крупнейших международных стартах. Так, в 2017 году она соревновалась в беге на 400 метров на чемпионате Европы в помещении в Белграде.